# Solid-state Electronics
Solid-state Electronics (ook Solid State Electronics) is een internationaal, aan collegiale toetsing onderworpen wetenschappelijk tijdschrift op het gebied van de natuurkunde. Het verschijnt maandelijks.
Het eerste nummer verscheen in 1960.